# Réaux
Réaux era una comuna francesa, que estaba situada en el departamento de Charente Marítimo, de la región de Nueva Aquitania, y que el uno de enero de 2016 fue suprimida al unirse a las comunas de Moings y Saint-Maurice-de-Tavernole, formando la comuna nueva de Réaux-sur-Trèfle.

## Demografía
| Gráfica de evolución demográfica de Réaux entre 1800 y 2013 |
|                                                             |

Los datos demográficos contemplados en este gráfico de la comuna de Réaux se han cogido de 1800 a 1999 de la página francesa EHESS/Cassini, y los demás datos de la página del INSEE.